# Diodato Del Gaizo
Diodato Del Gaizo (Napoli, 7 luglio 1868 – Napoli, 13 gennaio 1943) è stato un monaco cristiano, paroliere e musicista italiano.
Fu autore di molte note canzoni in napoletano (molte delle quali poi musicate) che costituiscono parte della cultura popolare partenopea. Assieme a Salvatore di Giacomo fu apprezzato come novelliere nero.

## Biografia
Del Gaizo nacque da un'umile famiglia e per sbarcare il lunario si fece monaco questuante, cosa che gli guadagnò il soprannome di Fra' Diurato ‘o piccerillo e che gli permise di essere a contatto con i musicisti ambulanti.
Iniziò, quindi, a comporre le proprie poesie e a farle circolare per mezzo degli ambulanti. Dato che era analfabeta si avvalse di uno scrivano per la scrittura delle sue canzoni. Riscontrato un certo successo divenne musicista ambulante e diffusore delle proprie canzoni. Come i suoi colleghi girava tra i rioni di Napoli cantando le sue canzoni accompagnato da una pianola meccanica a rullo (il cosiddetto “pianino”) e vivendo del ricavato della vendita dei fogli coi versi e la musica.
Pur provenendo dalla classe sociale più bassa il suo pubblico comprendeva tutte le classi sociali e il vero successo arrivò quando Del Gaizo diede alla luce 'O carcerato rielaborando i versi di sua composizione precedente che aveva scritto per Pasquale Cinquegrana e Eduardo Di Capua: 'O sentimento.
Del Gauzio è uno degli autori di un'altra famosissima canzone napoletana: 'O marenariello. Uscita in primo momento con il titolo di 'O mare e ba! (Miez' 'o mare), musicata da Salvatore Gambardella divenne un grandissimo successo quando l'editore Bideri comprò per poche lire la canzone. Rivista adattando i versi di Gennaro Ottaviano, venne portata al successo dalla cantante Emilia Persico nell'estate del 1893.
I versi di Del Gaizo sono melanconici, contengono spesso riferimenti a fatti tragici e descrivono un mondo in cui la giustizia è quella dei padroni. Per questo motivo del Gauzio è considerato il precursore degli autori di canzoni di “malavita”. Morì a Napoli il 13 gennaio 1943.

## Canzoni
- A voce 'e primmavera
- A San Francisco
- 'O mare e ba!, Miez' 'o mare, 'O marenariello
- 'O carcerato